# Distributed Common Ground System

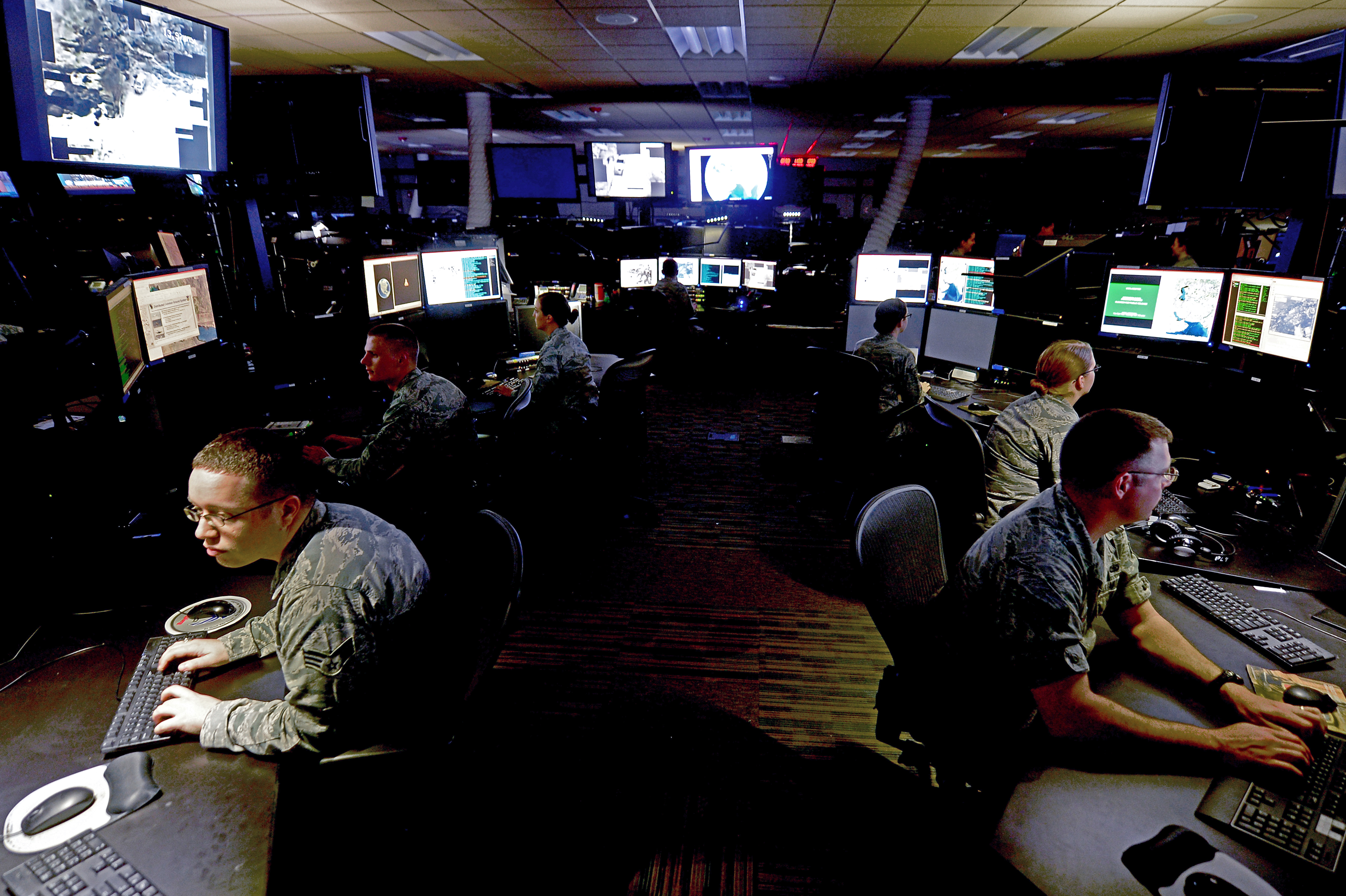
Air Force Distributed Common Ground System AN GSQ-272 SENTINEL

Distributed Common Ground System (DCGS) ist ein System, das für den Drohnenkampf der Streitkräfte der Vereinigten Staaten unverzichtbare nachrichtendienstliche Informationen und militärische Lagebilder der verschiedensten Bedarfsträger bereitstellt und miteinander vernetzt. Der Begriff beschreibt ein gemeinsames („common“) System – also nicht nur Teilstreitkraft-übergreifend (das wäre „joint“) –, das militärische und zivile, amerikanische und alliierte Aufklärungsquellen und Nutzer einbezieht. Weiterhin ist es ein Verteiler („distributed“) von Informationen über feindliche Bodentruppen oder allgemein Vorgänge am Boden („ground“).

## Programme
Erste Entwicklungen für einen derartigen Verbund wurden bei der United States Air Force ab 1994 mit dem System Deployable Ground Station (DGS) vorangetrieben. Nachfolgende Versionen der DGS wurden von 1995 bis 2009 entwickelt. Die Air Force erklärte 2009, dass AF DCGS seine volle Einsatzfähigkeit erreicht habe.
Zentrales Programm ist AF DCGS für United States Air Force. Für andere Nutzer wurden weitere Programme entwickelt:
- DCGS-A für die United States Army
- DCGS-N für die United States Navy
- DCGS-MC für das United States Marine Corps
- DCGS-SOF für die United States Special Operations Forces

## System
Obwohl DCGS offiziell als „Waffensystem“ bezeichnet wird, besteht es aus Computer-Hardware und -Software, die in einem Computernetzwerk miteinander verbunden sind und der Verarbeitung und Verbreitung von Informationen und Bildern dienen. Das AF DCGS, auch als AN/GSQ-272 SENTINEL-System bezeichnet, ist das wichtigste System der Luftstreitkräfte zur Erfassung, Verarbeitung, Nutzung, Analyse und Verbreitung von Nachrichtendienst-, Überwachungs- und Aufklärungsdaten (Intelligence, Surveillance, Reconnaissance, ISR).
Während es von der US Air Force genutzt wird, liefert das System Informationen, die von den Aufklärungsflugzeugen und Drohnen gesammelt wurden. Diese Informationen werden mit den vernetzten Bedarfsträgern geteilt:
- Aufklärungsflugzeuge Lockheed U-2 „Dragon Lady“
- Aufklärungsdrohnen Northrop Grumman RQ-4 „Global Hawk“
- Aufklärungsflugzeuge General Dynamics F-16 Theater Airborne Reconnaissance System (TARS)
- Drohnen General Atomics MQ-9 „Reaper“
- Drohnen General Atomics MQ-1 „Predator“
- Air Operations Center (AOC)
- Joint Intelligence Operations Center (JIOC)
- Joint Forces Command/Joint Task Force (JFC/JTF)
- DCGS der anderen Teilstreitkräfte
- Weltraumressourcen (Space assets)
- National Mission Partners
- Joint Surveillance Target Attack Radar System (JSTARS)
- Airborne Warning and Control System (AWACS)
- Alliierte Ressourcen (Coalition assets)

AF DCGS hat fünf Hauptstandorte:
- AOC Joint Base Langley-Eustis, Virginia (DGS-1)
- AOC Beale Air Force Base, Kalifornien (DGS-2)
- AOC Osan Air Base, Korea (DGS-3)
- AOC Ramstein Air Base, Deutschland (DGS-4)
- AOC Joint Base Pearl Harbor-Hickam, Hawaii (DGS-5)

Weltweit verfügt AF DCGS über Einrichtungen an weiteren 16 Standorten:
- DGS-Experimentalmodul auf der Joint Basis Langley-Eustis
- 7 Standorte der Air National Guard: Alabama, Arkansas, California, Hawaii, Kansas, Nevada, Virginia
- 8 verteilte Einsatzstandorte, darunter auch lageabhängig verlegbare Module

## Kräfte
Mit der Durchführung von AF DCGS ist der weltweit agierende 480th ISR Wing beauftragt:  Der Verband beschäftigt mehr als 6,000 Zivilangestellte und Soldaten mit einem Budget von über $5 Milliarden Dollar.
- 480th Intelligence, Surveillance and Reconnaissance Wing (480th ISR Wing), Joint Base Langley-Eustis, Virginia.
  - 480th ISR Group, Fort Eisenhower (bis 2023 Fort Gordon), Georgia. zuständig für „kryptologische Produkte und Dienstleistungen“ für CENTCOM (MacDill Air Force Base, Florida), EUCOM (Patch Barracks, Stuttgart-Vaihingen), AFRICOM (Kelley Barracks, Stuttgart-Möhringen) und SOCOM (MacDill AFB, Florida).
    - 3rd, 31st, 451st Intelligence Squadrons, alle Fort Eisenhower.

  - 497th ISR Group, Joint Base Langley-Eustis, Virginia, Verantwortungsbereich (Area of Responsibility, AOR) Air Forces Central Command (AFCENT), Shaw AFB, South Carolina, führt „National Tactical Integration“ für 609th Air and Space Operations Center, Joint Base Langley-Eustis, Virginia. (DGS-1) durch.
    - 27th, 30th, 45th Intelligence Squadrons, alle Joint Base Langley-Eustis,
    - 192nd Intelligence Squadron (Virginia Air National Guard), Joint Base Langley-Eustin.

  - 548th ISR Group, Beale AFB, California, AOR Air Forces Northern Command (AFNORTH), Tyndall Air Force Base, Florida und Air Forces Southern Command (AFSOUTH), Davis-Monthan Air Force Base, Arizona, führt „National Tactical Integration“ für 612th Air and Space Operations Center, Davis-Monthan Air Force Base, Arizona (DGS-2 Beale AFB, Detachment 1 Davis-Monthan AFB) durch.
    - 9th, 13th, 48th Intelligence Squadrons, alle Beale AFB,
    - 123rd Intelligence Squadron (Arkansas Air National Guard), Little Rock AFB, Arkansas,
    - 152nd Intelligence Squadron (Nevada Air National Guard), Reno, Nevada,
    - 222nd, 234th Intelligence Squadrons (California Air National Guard), beide Beale AFB.

  - 692d ISR Group, Joint Base Pearl Harbor-Hickam, Hawaii, AOR Pacific Air Forces (PACAF), Pearl Harbor-Hickam, führt „National Tactical Integration“ für 613th Air and Space Operations Center, Joint Base Pearl-Harbor-Hickam (DGS-5) durch.
    - 8th, 324th, 392nd Intelligence Squadrons, alle Joint Base Pearl Harbor-Hickam,
    - 201st Intelligence Squadron (Hawaii Air National Guard), Joint Base Pearl Harbor-Hickam.

  - 693d ISR Group, Ramstein Air Base, AOR United States Air Forces in Europe – Air Forces Africa (USAFE/AFAFRICA), Ramstein AB, führt „National Tactical Integration“ für 603d Air and Space Operations Center, Ramstein AB (DGS-4) durch.
    - 24th Intelligence Squadron, Ramstein AB,
    - 402nd Intelligence Squadron, Darmstadt,
    - 450th Intelligence Squadron, Ramstein AB,
    - 485th Intelligence Squadron, Mainz-Kastel.

  - 694th ISR Group, Osan Air Base, Südkorea, AOR Seventh Air Force, Osan AB, führt „National Tactical Integration“ für 607th Air and Space Operations Center, Osan AB (DGS-3) durch.
    - 6th, 303rd Intelligence Squadrons, beide Osan AB,
    - 117th Intelligence Squadron (Alabama Air National Guard), Birmingham, Alabama,
    - 161st Intelligence Squadron (Kansas Air National Guard), McConnell Air Force Base, Wichita, Kansas.